# Richard L'Estrange
Richard L'Estrange est un  acteur, réalisateur et producteur de cinéma, américain né le 27 décembre 1889 à Asheville et mort le 19 novembre 1963 à Burbank (Californie). 

## Biographie
Richard L'Estrange a joué dans 26 films (dont Le Mari de l'Indienne) entre 1914 et 1919 avant de se tourner vers la réalisation et la production de films.

## Filmographie partielle

### En tant qu'acteur
- 1914 : The Ghost Breaker  de Cecil B. DeMille et Oscar Apfel
- 1914 : Le Mari de l'Indienne de Cecil B. DeMille
- 1914 : What's His Name  de Cecil B. DeMille
- 1915 : La Fille du Far West (The Girl of the Golden West), de Cecil B. DeMille
- 1916 : The Call of the Cumberlands, de Frank Lloyd
- 1916 : Madame la Presidente, de Frank Lloyd
- 1920 : The Hidden Code
- 1927 : Desert Dust de William Wyler
- 1927 : L'Homme aux cheveux rouges (The Silent Rider) de Lynn Reynolds
- 1928 : Far West (Thunder Riders) de William Wyler

### En tant que réalisateur
- 1920 : The Hidden Code
- 1944 : Teen Age

### En tant que producteur
- 1940 : Buzzy Rides the Range
- 1941 : Buzzy and the Phantom Pinto